# Chigutisauridae
De Chigutisauridae zijn een familie van uitgestorven grote temnospondyle Batrachomorpha (basale 'amfibieën'). De enige geslachten die op dit moment tot de Chigutisauridae behoren, komen allemaal uit Gondwana. Chigutisauriden verscheen voor het eerst tijdens het Vroeg-Trias in Australië. Tijdens het Laat-Trias werden ze op grote schaal verspreid in Gondwana, met fossielen gevonden in Zuid-Afrika, India en Zuid-Amerika. Koolasuchus uit het Vroeg-Krijt van Australië vertegenwoordigt de jongste bekende Temnospondyli.
In 1949 benoemde Carlos Rusconi een familie Chigutisauridae. Ten onrechte wordt wel het jaartal 1951 aangegeven van een latere publicatie.
Een klade Chigutisauridae werd in 2000 gedefinieerd door Anne Warren-Howie en Claudia Marsicano als de groep bestaande uit Pelorocephalus en alle soorten  nauwer verwant aan Pelorocephalus dan aan Batrachosuchus. Binnen deze definitie zijn ze het zustertaxon van de Brachyopidae binnen de Brachyopoidea.
Enkele synapomorfieën zijn vastgesteld. Een septomaxilla ontbreekt. Op het bovenvlak van het hoofdlichaam van het pterygoïde is een richel aanwezig onder het kanaal voor de stijgbeugels.
Chigutisauridae hebben matig brede tongvormige koppen waarvan de kaakranden bezet zijn door vele kegelvormige tandjes.

## Geslachten
- Compsocerops
- Keratobrachyops (plaatsing onzeker)
- Koolasuchus
- Kuttycephalus
- Pelorocephalus
- Siderops